# 川人憲治郎
川人 憲治郎（かわんど けんじろう、1961年4月1日 - ）は、日本のアニメーションプロデューサー。株式会社ディオメディア制作部本部長。
グループ・タック、サテライトなどでアニメーションプロデューサーを歴任。配偶者は声優の真山亜子（旧芸名：水原リン）。

## 経歴
香川県丸亀市出身。大阪芸術大学卒業後、上京するとともにアニメ制作会社、グループ・タックに入社。
以降、多数のアニメーションプロデュースに関わっている。劇画タッチのアニメから萌え系まで、幅広い作品を手掛けている。

## 作品

### テレビアニメ
1990年
- ふしぎの海のナディア（-1991年）

1992年
- ヤダモン（-1993年）

1993年
- ジャングルの王者ターちゃん（-1994年）

1995年
- ぼのぼの（-1996年）

1996年
- エルフを狩るモノたち（10月 - 12月）

1997年
- はれときどきぶた（-1998年）
- 吸血姫美夕（-1998年）

1998年
- 時空探偵ゲンシクン（-1999年）

1999年
- キョロちゃん（-2001年）
- おるちゅばんエビちゅ（8月 - 10月）
- イッパツ危機娘（10月）

2001年
- グラップラー刃牙（1月 - 12月）
- ストレイシープ ちっちゃな大冒険（10月 - 12月）

2003年
- Gilgamesh-ギルガメッシュ（-2004年）

2004年
- ビューティフル ジョー（-2005年）
- ななみちゃん（-2009年）

2005年
- 新釈 眞田十勇士（5月 - 7月）

2006年
- おとぎ銃士 赤ずきん（-2007年）
- 陰からマモル!（1月 - 3月）
- 半分の月がのぼる空（10月 - 12月）

2007年
- 爆丸バトルブローラーズ（-2008年）

2009年
- グイン・サーガ（4月 - 9月）
- FAIRY TAIL（-2013年）

2012年
- モーレツ宇宙海賊（1月 - 6月）
- AKB0048（4月 - 7月）

2013年
- AKB0048（第2期、1月 - 3月）
- アラタカンガタリ〜革神語〜（4月 - 7月）

2018年
- 魔法少女サイト（4月 - 6月）

2019年
- 異世界チート魔術師（7月 - 9月）
- あひるの空（10月 - 2020年9月）

2020年
- ご注文はうさぎですか? BLOOM（10月 - 12月）

2022年
- であいもん

### 劇場アニメ
1991年
- ふしぎの海のナディア

1993年
- 3丁目のタマ おねがい!モモちゃんを捜して!!

2000年
- 太陽の法

2003年
- 黄金の法

2006年
- 永遠の法

### OVA
2003年
- BLAME!
- サブマリン707R（-2004年）

2006年
- 機神咆吼デモンベイン